# M48 패튼
M48 패튼(영어: M48 Patton)은 미국이 개발한 패튼 시리즈 전차로 M47 패튼의 후속인 1~1.5세대 전차이다. 미국이 개발한 전차 중 많이 생산한 편에 들며 미국의 동맹국들이 가장 많이 사용한 전차이기도 하다.

## 개요
미국은 이미 한국 전쟁에서 패튼 전차 시리즈로 M46를 투입한 적이 있어 이 전차들의 약점을 보완한 전차를 개발하게 되는데, M47은 해병대와 육군용으로 사용하다 부적합하다는 결론을 내려 신형 전차를 개발하게 되는데 이 때 개발한 전차가 M48 패튼이다. 차이점은 포탑과 장갑, 주포 구경, 엔진이 달라진 점이다.
미국에서는 1959년도까지 생산하였고 베트남 전쟁에도 투입된 적이 있고 2세대급 성능으로 개량된 M48A5는 미군의 경우에는 1990년대까지 운용했다. 게다가 나토와 대한민국, 터키, 이스라엘 등의 미국의 동맹국들의 주력전차로 1000대 이상 수입 또는 원조를 받아서 운용하여 개량형과 파생형들이 많다. 아래에 나와있는 "개량형과 파생형" 항목은 일부이며 더 있을 가능성이 매우 높다. 2018년 7월 20일에는 대한민국 강원특별자치도 춘천시의 남이섬에 세워진 관광지이자 마이크로네이션인 나미나라 공화국이 대한민국 국군으로부터 퇴역한 M48 패튼 전차 한 대를 인수받았다.

## 개량형과 파생형
M48M47와 다른 차체와 포탑을 탑재한 전차로 M41 90mm 강선포(주포) 탑재
M48A1신형 운전석 해치와 12.7mm M2 중기관총을 탑재한 M1기관총좌을 탑재한 형태
M48A1E11960년도에 제작한 기술실증차. 궤도를 M60의 것과 동일한 것으로 교체, M60의 광학식 거리 측정기, 디젤 엔진, 105mm M68을 장착했으며 항속거리, 기동성, 화력, 연비 모두가 증가했다. 에버딘 실험장에서 만족스러운 성능을 보여 M48의 현대화 계획이 승인됐으나 이미 M60 패튼의 배치가 시작되었으므로 양산으로 이어지지는 못했고, 이 녀석의 연구 결과는 A3, A5에서 구현했다. 이 중 M60과 동일한 주포를 장착한 M48A5는 1975년에 배치되었다.
M48A1E2M48A1의 현대화 개수형 시제품. 90mm M41 계열 주포와 디젤 엔진 장착형인 M48A3와 같다. 단, M48A3는 궤도까지 바꾸진 못해서 리턴롤러가 5개에, 큐폴라의 높이가 높아졌다. 높이가 커졌지만 대신 전차장이 전차 아래까지 큐폴라를 통해 볼 수 있게 되었다.
M48A2파워팩과 변속기, 포탑 제어 장치를 개량한 전차
M48A2CM48A2에 생략된 장치와 업그레이드 버전
M48A2GA2서독에서 M48A2를 독자적으로 근대화 개수한 모델. 105mm L7A3, 신형 포수 조준경, 탄도계산기, 신형 적외선 암시장치, 우르단 큐폴라, 전기식 포가동 장치를 탑재하였으며 서독이 장비했던 1,300여대의 M48A2 모두가 이 사양으로 개수, 독자 형식으로 인정받지만 가솔린 엔진은 유지했다.
T95E2여러 부품과 당시 개발 중이던 T96 시제 전차를 기반으로 1954년 개발이 시작되었다. 총 9대의 시제 전차가 생산되었으며 그중 5대는 90mm 주포를 장착하고 있었다. 나머지 4대의 전차에는 T96 전차의 포탑과 105mm 주포를 장착할 예정이었다. T96 전차 포탑 준비에 문제가 생기면서 양산 중이던 M48A2 전차의 포탑과 M41의 강선포를 장착하였다. 1957년 5월부터 7월까지 T95E2로 명명되어 시제 전차가 생산되었다.
M48A3M48A1의 810마력 가솔린 엔진을 M60전차에도 사용하던 750마력의 디젤 엔진으로 교체하고, 신형 사격 통제 장치를 탑재한 형태로 항속거리와 정확도가 향상되었다.
M48A3K한국에서 M48A3을 독자 개량한 전차. 1978년 이후로 M48A5K와 함께 개량했다. 타국과 다르게 사통장치의 경우 M48A5K 계열과 동일한 성능을 갖추고 있다.
2018년 현재 해병대의 M48A3K는 전량 K1E1전차로 교체가 완료가 되었으며 그 결과 현재 해병대에서는 고정포대 역할로 운용중이나 육군은 후방 보병사단에서 여전히 고정포대가 아닌 상태로 사용 중이다. 
 이후 2020년 초반에 육군,해병대의 일단 M48A3K는 전량 퇴역하였다.
 그 결과 M48A3K 전차가 퇴역해도 K-2 흑표 전차가 양산이 늦어지거나 축소되면 몇 년(5년 추정)간 더 운용될 M48A5K의 수리부속으로 전환되거나 2000년대 중~후반에 퇴역한 M47 패튼처럼 무장이 제거되고 구난전차 교보재 등으로 사용될 가능성이 높다. 2019년 이후부터 공식적으로 M48A3K는 퇴역할 예정.
M48A4M60A2의 실패를 보완하기 위해 M48A3에 M60 전차의 포탑을 탑재하도록한 프로토타입이다. 다만 포탑과 차체의 반대(M60 전차 차체와 M48 포탑)의 경우에는 중화민국(대만)의 CM-11을 참고.
M48A5M48A3과 비슷하게 파워팩을 M60과 동일하게 변경(810마력 가솔린엔진에서 750마력 디젤엔진)하고 사격통제장치를 M60급으로 올린 전차이지만 추가로 주포를 M68 105mm 강선포를 탑재하여 2세대 주력전차급의 성능을 갖춘 전차로 분류된다. M48A5K는 3.5세대 전차인 K-2 흑표 양산 상황에 따라 2020년대 후반까지 운용하거나 2030년대 초반까지 운영될 예정이다.
M48A5K 계열한국에서 M48A5를 1978년부터 독자 개량한 전차로 기존 패튼 전차와는 달리 사이드 스커트를 장비하고 있다.(예외 : M48A5KW) 

 M68 105mm 강선포(이후 강선포를 면허생산한 KM68A1 강선포)를 장비했으며 측풍감지기를 장착(1980년대 중에 장착했다는 소문이 있다.)하는 등 사통장치를 개량했고 이외에 이스라엘제 우르단 큐폴라를 장착하였다. 
 M48A5K1의 경우 우르단큐폴라를 사용하지 않고 기존의 M48A3K에도 쓰이는 포탑을 사용하고 있다. 한때 반응장갑및 K-1전차의 사격통제장치를 장착하여 M48패튼 시리즈 중 가장 뛰어난 성능으로 PIP되려는 계획이 있었으나 취소되었다. 

 놀랍게도 야전교범에 의하면 3가지 형태로 구분하고 있다. M48A5K1, M48A5K2, M48A5KW(M48A5을 1990년대 초에 주한미군이 비축중이던 WRSA, 즉 예비장비 도입) 

 M48A5K1은 포탑상부 M2중기관총과 M60기관총 탑재 영국에서 도입한 연막탄 발사기 장착 중이며 M48A3K에도 사용하는 포탑을 사용하고 있다. M48A5K2는 우르단 큐폴라를 도입하면서 전차장 큐폴라 삭제와 동시에 포탑상부 기관총 모두 M60으로 교체했고 연막탄 발사기의 경우 M48A5K1과 동일하다. M48A5KW의 경우 M48A5K2와 똑같지만 주한미군으로 도입했기 때문에 측풍감지기를 장착했지만 스커트를 장착하는 개량을 하지 않았다. 그래서 스커드가 없음. K-1 전차에도 쓰이는 신형 연막탄 발사기 탑재했다. 
 M48A5K는 3.5세대 전차인 K-2 흑표 양산 상황에 따라 2020년대 후반까지 운용하거나 2030년대 초반까지 운영될 예정이다.
M48A5T터키육군이 사용 중인 M-48의 개량형이다. 약 2870대 정도로 많은 전차를 보유하고 있으며 터키 육군에서는 차기 전차 사업을 추진하고 있다.
M48A3H대만 육군이 사용하고 있는 M-48의 개량형. CM-11로 개수했는지 퇴역했는지 잘 알려져 있지 않음.
CM-11일명 용호전차라고도 불리며 대만 육군이 사용하고 있는 개량형이다. M1 전차의 사격통제장치를 장착하여 현존 M48중 가장 강력한 공격력을 보유한다. M60A3의 차체와 화기관제장치(FCS)를 컴퓨터화하고 포탑만 M-48인, M-48의 전혀 새로운 파생형이다.
M67 "Zippo"M48를 화염방사 전차로 개조한 버전.
M67A1M48A2 차체를 이용한 화염방사 전차.
M67A2M48A3 차체를 이용한 화염방사 전차.
M8, M8A1M48에 도저를 장비한 버전.
M48 Marksman영국에서 개발한 35mm 2연장 오리콘 기관포 탑재 대공포탑 Marksman를 M48에 적용한 자주대공포 버전이다.:
Zulfiquar이란에서 M48 / M60 / T-72 전차를 기반으로 개발한 전차이다

## 운용국가

### 현재 운용국가
- 이란 - 80
- 이스라엘 - 561
- 요르단 - 200
- 대한민국 - M48A5K 300여대 보유 (K2 흑표로 교체예정)
- 레바논 - 104 M48A1(retired) and M48A5
- 파키스탄 - 345 M48A5
- 중화민국 - CM-11 450대 과 CM-12 100대
- 태국 - 150 M48A5
- 베트남 - 20

### 과거 운용국
- 그리스 - 390
- 모로코 - 224
- 노르웨이 - 38
- 포르투갈 - 86
- 스페인 - 164
- 미국
- 서독
- 튀니지 - 28
- 튀르키예 - 1200이상
- 중화민국 -M48A3 309대

## 같이 보기
- 패튼 전차